# Institut polytechnique des sciences avancées
L'Institut polytechnique des sciences avancées è un'università privata francese d'Ingegneria aerospaziale istituita nel 1961, situata a Ivry-sur-Seine, Lione, Marsiglia e Tolosa.

## Storia
L' Institut polytechnique des sciences appliquées  è stato creato nel 1961 da Michel Cazin, Maurice Pradier e Paul Lefort, tre ingegneri provenienti dal settore dell'aviazione e stabilitisi a Parigi. Nel 2001 il nome è stato cambiato in Institut polytechnique des sciences avancées. Nel 2007 ha aperto una filiale a Tolosa, al riparo dall'importante industria aeronautica della zona.
Il governo francese ha riconosciuto il titolo di "Esperto in ingegneria dei sistemi aeronautici e spaziali" ai diplomati della scuola nel 2005 e nel 2011 la Commission des titres d'ingénieur ha autorizzato l'istituto a conferire il titolo di ingegnere. I primi laureati di questa ingegneria hanno terminato gli studi alla fine dell'anno accademico 2013-2014. La scuola offre un ciclo propedeutico biennale e un ciclo avanzato di specializzazione triennale in: "Sistemi di telecomunicazioni", "Informatica di bordo", "Sistemi elettromeccanici", "Meccanica e strutture", e "Energia e propulsione". I laureati lasciano la scuola con il titolo ufficiale di "Expert en ingénierie des systèmes aéronautiques et spatiaux".
Dal 2017 la scuola offre anche una laurea in aeronautica e una scuola estiva.

## Didattica
Si possono raggiungere i seguenti diplomi: 
- Ingénieur diplômé de l'IPSA[5].
- Bachelor's degree[6].
- MOOC[7].
- IPSA Summer School[8].

## Studenti famosi
L'università annovera tra i suoi studenti le nuotatrici sincronizzate francesi Charlotte e Laura Tremble (classe 2025). ·  ·